# Fryderyk Karol Hauke

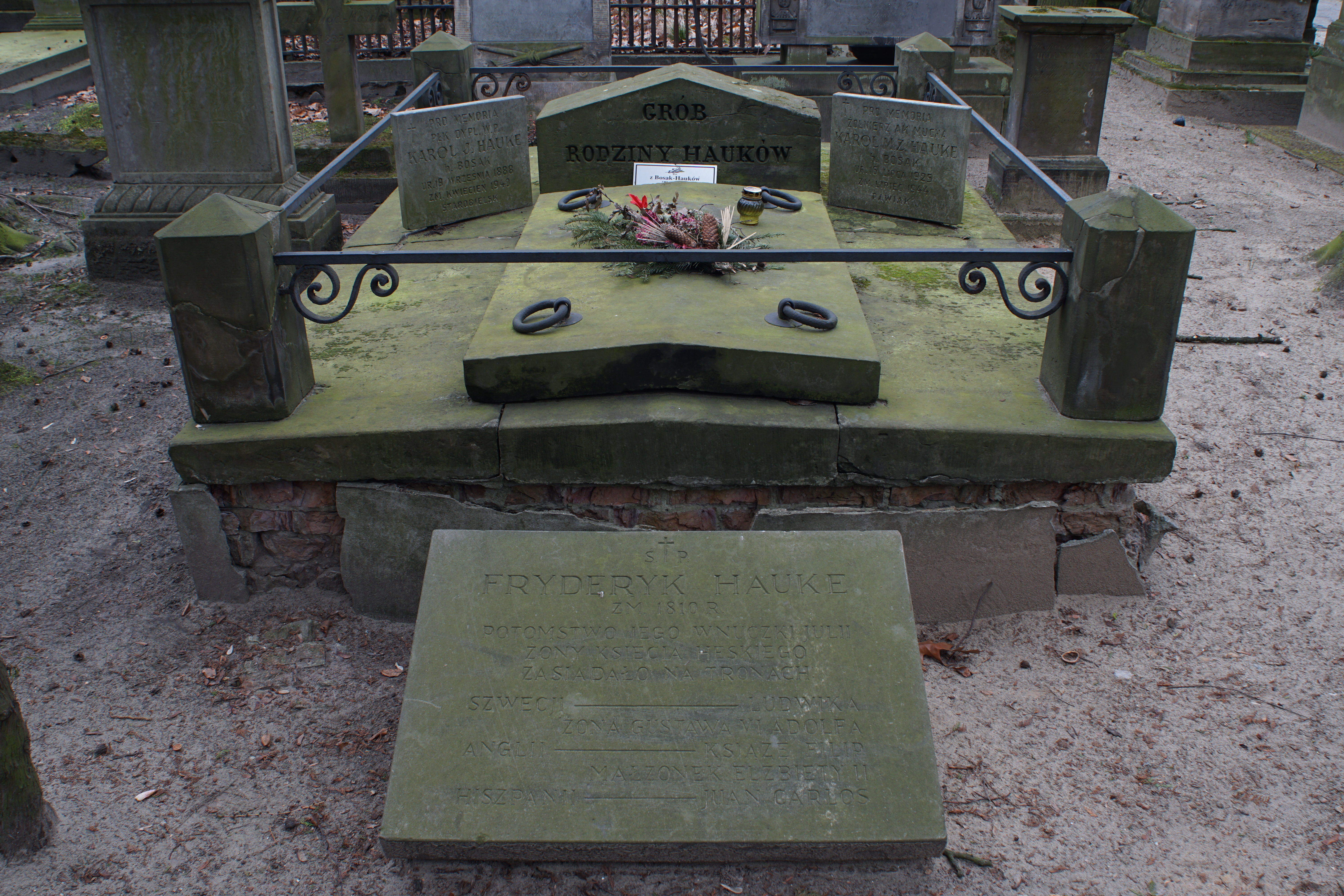
Grób Fryderyka Karola Haukego na cmentarzu Powązkowskim

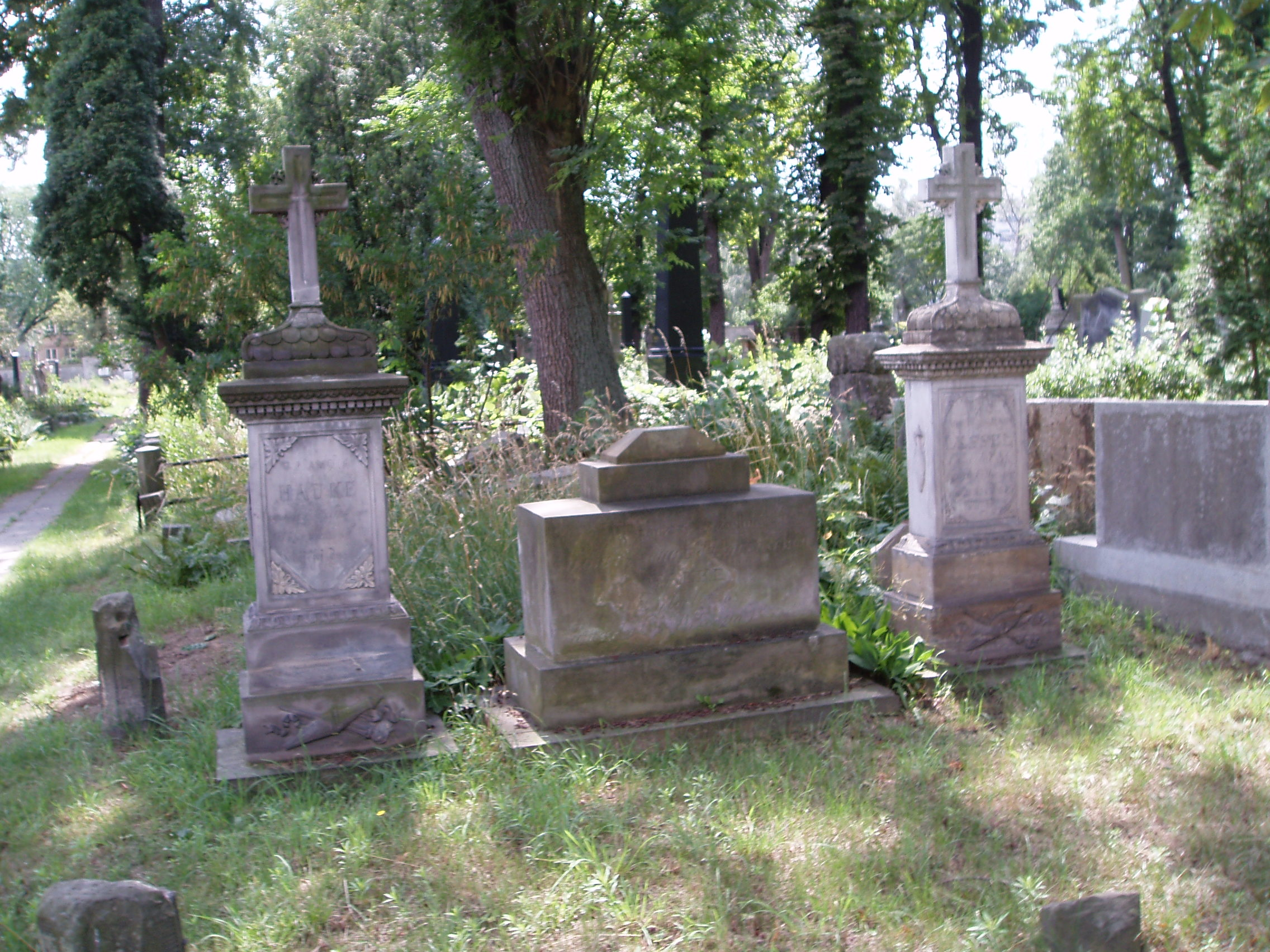
Grób Salomei Hauke i jej córek Karoliny Lesslowej i Krystyny Hurtigowej

Fryderyk Karol Emanuel Hauke herbu Bosak (do 1782: Johann Friedrich Michael Hauck, ur. 4 października 1737 w Moguncji, zm. 18 czerwca 1810 w Warszawie) – niemiecko-polski nauczyciel, profesor Liceum Warszawskiego, ojciec generała Maurycego Haukego, protoplasta wielu głów koronowanych.

## Życiorys
Rodzina Hauck pochodziła według legendy rodowej z Holandii, pierwotna forma nazwiska miała brzmieć van der Haacken, na co nie ma żadnych dowodów. Dziadek Fryderyka Johann Gaspar Hauck, zm. 1722 w Wetzlar, żonaty z Anną Barbarą nieznanego nazwiska, był woźnym w Sądzie Rzeszy w Wetzlar, ojciec Ignatz Marianus (1705–1784), żonaty z Marią Franciszką Riedesel, nieślubną (potem legitymowaną) córką barona Jerzego Fryderyka von Riedesel, z którą miał dziewięcioro dzieci, był sekretarzem kurfirsta arcybiskupa mogunckiego. Brat Fryderyka Piotr Antoni był kanonikiem przy katedrze w Moguncji. Od młodych lat Fryderyk związał się z potężną rodziną hrabiów Brühl i działał jako sekretarz starosty warszawskiego i generała wojsk koronnych hrabiego Alojzego Brühla, mieszkając na zmianę w Seifersdorfie, posiadłości Brühlów w Saksonii i w pałacu Brühla w Warszawie. W małżeństwie z pochodzącą z Alzacji córką pastora Salomeą ze Schweppenhäuserów (1755–1833), luteranką, urodziło mu się siedmioro dzieci, wśród nich pięcioro w Saksonii.
W roku 1785 Alojzy Brühl sprzedał swe starostwo i przeniósł się na stałe do Saksonii do swej posiadłości Pförten na Łużycach Dolnych, zaś Haukowie, których dzieci przywiązały się do Warszawy, pozostali w polskiej stolicy. Fryderyk nauczał w Szkole Artylerii Koronnej, potem prowadził ekskluzywną prywatną szkołę dla chłopców, uczęszczaną przez synów bogatej szlachty. W roku 1807 przyjął posadę profesora języka niemieckiego i matematyki w Liceum Warszawskim, gdzie pozostał do śmierci.
Pochowany został w kwaterze Hauków na warszawskich Powązkach (kwatera 10-3-5), Salomea spoczywa na cmentarzu ewangelickim przy ul. Młynarskiej (al. E, nr 20).
Małżonkowie Hauke są poprzez wnuczkę Julię, księżną von Battenberg (1825–1895) m.in. przodkami dzieci i dalszych potomków króla Hiszpanii Alfonsa XIII (w tym Juana Carlosa), rodu Mountbattenów oraz męża i potomków królowej brytyjskiej Elżbiety II. Wnukiem ich był także m.in. generał, hrabia Józef Hauke-Bosak, praprawnukiem gen. Karol Hauke-Bosak.

## Potomstwo
- Krystyna Fryderyka (1774–1823), wyszła za Józefa Hurtiga, generała;
- Jan Maurycy (1775–1830), generał, hrabia;
- Karolina Ludwika (1777–1858), wyszła za Karola Lessla, cukiernika warszawskiego;
- Ludwik August (1779–1851), dyrektor górnictwa w Królestwie, ojciec generała Aleksandra Hauke, protoplasta dzisiejszych Hauków;
- Amelia (1783–1875), niezamężna;
- Chrystian (1785–1803), utonął w Wiśle, nieżonaty i bezpotomny;
- Józef Henryk (1790–1837), generał, hrabia, ojciec Józefa Hauke-Bosaka.